# Mostaganem
Mostaganem o Mostagán (en árabe: مستغانم) es el nombre de una ciudad de Argelia, capital de la provincia o wilaya del mismo nombre, en el noroeste del país. La ciudad es un puerto en el golfo mediterráneo de Arzew, gran exportador de productos agrícolas (cereales, vid y cítricos). Además, Mostaganem cuenta con una planta desaladora con capacidad para 200 000 m³/día.
La ciudad está dividida por un afluente del río Aïn Sefra, con la ciudad moderna al suroeste y la antigua ciudad musulmana, Tijdit, al noreste.

## Historia
Los orígenes de la ciudad se remontan a la época fenicia, como puerto púnico de nombre Murustaga. La ciudad fue reconstruida por los romanos bajo el nombre de Cartenna en el siglo III, pero se considera que fue fundada en el siglo XI por el príncipe almorávide Yusuf ibn Tašufin, al construir un fuerte sobre los restos de la antigua ciudadela romana. En 1511 fue tomada por tropas españolas, hasta que fue capturada por el corsario otomano Aruj en 1516 (también llamado Barbarroja) y se convirtió en una base para los corsarios.
Cabe destacar el episodio que protagoniza el español Blas de Lezo, en febrero de 1733, cuando acude al rescate de la asediada ciudad de Orán, para socorrerla con el Princesa (70) y el Real Familia (60) y otros cinco navíos de guerra. Las nueve galeras que bloqueaban su puerto huyeron en desbandada, pero Lezo persiguió a la nave capitana (60) de Bey Azen hasta la ensenada de Mostagán, defendida por dos fuertes y 4000 enemigos. Lejos de detenerse, Lezo entró en ella impetuoso como siempre, arrasando las dos fortificaciones con gran pericia de los artilleros y asaltando la nave capitana ante el terror de sus ocupantes. Destruyendo así uno de los puertos más importantes de los piratas de los Estados de Berbería, que tantas veces azotaban a los barcos en el Mediterráneo.
En 1833 fue ocupada por Francia, que la conservó hasta la independencia de Argelia en 1962.